# Vila Chã da Beira
Vila Chã da Beira is een plaats (freguesia) in de Portugese gemeente Tarouca en telt 234 inwoners (2001).